# Список медалістів літніх Олімпійських ігор 2008
Літні Олімпійські Ігри 2008, офіційна назва — Ігри XXIX Олімпіади, проходили у Пекіні, столиці КНР, з 8 по 24 серпня 2008 року.

## 9 серпня
| Вид спорту       | Дисципліна                             | Золото                   | Срібло            | Бронза             |
| Кульова стрільба | Жінки. Пневматична гвинтівка, 10 м.    | Катерина Еммонс          | Любов Галкіна     | Снєжана Пейчич     |
| Важка атлетика   | Жінки. До 48 кг.                       | Чень Сєся                | —                 | Чень Вейлін        |
| Кульова стрільба | Чоловіки. Пневматичний пістолет, 10 м. | Пан Вей                  | Чін Чон О         | Джейсон Тернер     |
| Велоспорт-шосе   | Чоловіки. Групова гонка.               | Самуель Санчес           | Фаб'ян Канчеллара | Олександр Колобнєв |
| Дзюдо            | Жінки. До 48 кг.                       | Аліна-Александра Думітру | Янет Бермой       | Паула Парето       |
| Дзюдо            | Жінки. До 48 кг.                       | Аліна-Александра Думітру | Янет Бермой       | Тані Рьоко         |
| Дзюдо            | Чоловіки. До 60 кг.                    | Чхве Мін Хо              | Людвіг Пайшер     | Рішод Собіров      |
| Дзюдо            | Чоловіки. До 60 кг.                    | Чхве Мін Хо              | Людвіг Пайшер     | Рубен Гоукес       |
| Фехтування       | Жінки. Шабля. Особиста першість.       | Маріель Загуніс          | Сада Джекобсон    | Бекка Ворд         |

## 10 серпня
| Вид спорту        | Дисципліна                              | Золото                                                          | Срібло                                                               | Бронза                                                   |
| Плавання          | Чоловіки. Комплекс, 400 м.              | Майкл Фелпс                                                     | Ласло Чех                                                            | Раян Лохте                                               |
| Плавання          | Чоловіки. Вільний стиль, 400 м.         | Пак Тхе Хван                                                    | Чжан Лінь                                                            | Ларсен Дженсен                                           |
| Плавання          | Жінки. Комплекс, 400 м.                 | Стефані Райс                                                    | Керсті Ковентрі                                                      | Кейті Гофф                                               |
| Плавання          | Жінки. Вільний стиль, естафета 4×100 м. | Інге Деккер Раномі Кромовідйойо Фемке Гемскерк Марлеєн Велдгойс | Наталі Кафлін Лейсі Наймаєр Кара Лінн Джойс Дара Торрес Емілі Сілвер | Кейт Кемпбелл Еліс Міллс Мелані Скленджер Лізбет Трікетт |
| Кульова стрільба  | Жінки. Пневматичний пістолет, 10 м.     | Гуо Веньцзюнь                                                   | Наталія Падеріна                                                     | Ніно Салуквадзе                                          |
| Стрибки у воду    | Жінки. Синхронні стрибки, трамплін 3 м  | Го Цзінцзін Ву Мінься                                           | Анастасія Позднякова Юлія Пахаліна                                   | Дітте Котцян Гайке Фішер                                 |
| Стендова стрільба | Чоловіки. Траншейний стенд (треп).      | Давид Костелецький                                              | Джованні Пелльєло                                                    | Олексій Аліпов                                           |
| Важка атлетика    | Жінки. До 53 кг.                        | Прапаваді Яоренраттанатаракун                                   | Юн Чін Хі                                                            | Анастасія Новікова                                       |
| Велоспорт-шосе    | Жінки. Групова гонка.                   | Ніколь Кук                                                      | Емма Юханссон                                                        | Татьяна Ґудерцо                                          |
| Стрільба з лука   | Жінки. Командна першість.               | Чу Хьон Чон Пак Сонхьон Юн Окхі                                 | Чень Лін Ґуо Дань Чжан Цзюаньцзюань                                  | Віржіні Арнольд Софі Додмон Беранжер Шу                  |
| Дзюдо             | Жінки. До 52 кг.                        | Сянь Донмей                                                     | Ан Гиме                                                              | Сорая Гаддад                                             |
| Дзюдо             | Жінки. До 52 кг.                        | Сянь Донмей                                                     | Ан Гиме                                                              | Накамура Місато                                          |
| Дзюдо             | Чоловіки. До 66 кг.                     | Утісіба Масато                                                  | Бенжамен Дарбеле                                                     | Йорданіс Аренсібія                                       |
| Дзюдо             | Чоловіки. До 66 кг.                     | Утісіба Масато                                                  | Бенжамен Дарбеле                                                     | Пак Чхолмін                                              |
| Важка атлетика    | Чоловіки. До 56 кг.                     | Лун Цінцюань                                                    | Хоанг Ан Туан                                                        | Еко Іраван                                               |
| Фехтування        | Чоловіки. Шпага. Особиста першість.     | Маттео Тальяріоль                                               | Фабріс Жанне                                                         | Хосе Луїс Абахо                                          |

## 11 серпня
| Вид спорту        | Дисципліна                                 | Золото                                                   | Срібло                                            | Бронза                                                  |
| Плавання          | Жінки. Батерфляй, 100 м.                   | Лізбет Трікетт                                           | Крістін Меґнусон                                  | Джессіка Скіппер                                        |
| Плавання          | Чоловіки. Брас, 100 м.                     | Кітадзіма Косуке                                         | Александер Дале Оен                               | Юґ Дюбоск                                               |
| Плавання          | Жінки. Вільний стиль, 400 м.               | Ребекка Едлінгтон                                        | Кейті Гофф                                        | Джоенн Джексон                                          |
| Плавання          | Чоловіки. Вільний стиль, естафета 4×100 м. | Майкл Фелпс Ґаррет Вебер-Ґейл Каллен Джонс Джейсон Лезак | Аморі Лево Фаб'ян Жіло Фредерік Буске Ален Бернар | Імон Саллівен Ендрю Лотерстейн Ешлі Келлус Метт Тарґетт |
| Кульова стрільба  | Чоловіки. Пневматична гвинтівка, 10 м.     | Абгінав Біндра                                           | Чжу Цінань                                        | Генрі Хаккінен                                          |
| Стрибки у воду    | Чоловіки. Синхронні стрибки, вишка 10 м    | Лінь Юе Хуо Лян                                          | Патрік Гаусдінґ Саша Кляйн                        | Гліб Гальперін Дмитро Доброскок                         |
| Стендова стрільба | Жінки. Траншейний стенд (треп).            | Сату Мякеля-Нуммела                                      | Зузана Штефечекова                                | Корі Коґделл                                            |
| Важка атлетика    | Жінки. До 58 кг.                           | Чень Ян'ін                                               | Марина Шаїнова                                    | О Чон Е                                                 |
| Стрільба з лука   | Чоловіки. Командна першість.               | Ім Дон Хьон Лі Чхан Хван Пак Гьонмо                      | Іларіо Ді Буо Марко Ґальяццо Мауро Несполі        | Цзян Лінь Лі Веньцюань Сюе Хайфен                       |
| Дзюдо             | Жінки. До 57 кг.                           | Джулія Квінтавалле                                       | Дебора Ґравенстейн                                | Кетлейн Квадрос                                         |
| Дзюдо             | Жінки. До 57 кг.                           | Джулія Квінтавалле                                       | Дебора Ґравенстейн                                | Сю Янь                                                  |
| Дзюдо             | Чоловіки. До 73 кг.                        | Елнур Маммадлі                                           | Ван Кічхун                                        | Расул Бокієв                                            |
| Дзюдо             | Чоловіки. До 73 кг.                        | Елнур Маммадлі                                           | Ван Кічхун                                        | Леандро Ґвілейро                                        |
| Важка атлетика    | Чоловіки. До 62 кг.                        | Чжан Сянсян                                              | Дієго Фернандо Салазар                            | Триятно                                                 |
| Фехтування        | Жінки. Рапіра. Особиста першість.          | Валентіна Веццалі                                        | Нам Х'юн Хой                                      | Маргеріта Гранбассі                                     |

## 12 серпня
| Вид спорту                       | Дисципліна                               | Золото | Срібло | Бронза |
| Спортивна гімнастика             | Чоловіки. Командна першість.             | Чень Ібін Хуан Сю Лі Сяопен Сяо Цінь Ян Вей Цзоу Кай                                                                                                 | Касіма Такехіро Накасе Такуя Окіґуті Макото Сакамото Кокі Томіта Хіроюкі Утімура Кохей                                                                        | Саша Артем'єв Радж Бхавсар Джої Геґерті Джонатан Гортон Джастін Спрінг Кевін Тен                                                                |
| Плавання                         | Чоловіки. Вільний стиль, 200 м.          | Майкл Фелпс | Пак Тхе Хван | Пітер Вандеркаай |
| Плавання                         | Жінки. На спині, 100 м.                  | Наталі Кафлін | Керсті Ковентрі | Маргарет Гользер |
| Плавання                         | Чоловіки. На спині, 100 м.               | Аарон Пірсол | Метт Греверс | Гейден Стоккел |
| Плавання                         | Чоловіки. На спині, 100 м.               | Аарон Пірсол | Метт Греверс | Аркадій В'ятчанін |
| Плавання                         | Жінки. Брас, 100 м.                      | Лісель Джонс | Ребекка Соні | Мірна Юкич |
| Кульова стрільба                 | Чоловіки. Пістолет, 50 м.                | Чін Чон О | Тань Цзунлян | Володимир Ісаков |
| Стрибки у воду                   | Жінки. Синхронні стрибки, вишка 10 м     | Ван Сінь Чень Жолінь | Брайоні Коул Мелісса Ву | Паола Еспіноса Татьяна Ортіс |
| Стендова стрільба                | Чоловіки. Дабл трап.                     | Ґленн Еллер | Франческо д'Аньєлло | Ху Біньюань |
| Важка атлетика                   | Жінки. До 63 кг.                         | Пак Хьон Сук | Ірина Некрасова | Лу Інчі |
| Веслування на байдарках та каное | Чоловіки. Слалом. Каноє одиночне, С1.    | Міхал Мартікан | Давид Флоренс | Робін Белл |
| Веслування на байдарках та каное | Чоловіки. Слалом. Байдарка одиночна, К1. | Александер Грімм | Фаб'ян Лефевр | Бенжамен Букпеті |
| Боротьба греко-римська           | Чоловіки. До 55 кг.                      | Назир Манкієв | Ровшан Байрамов | Роман Амоян |
| Боротьба греко-римська           | Чоловіки. До 55 кг.                      | Назир Манкієв | Ровшан Байрамов | Пак Ин Чхол |
| Боротьба греко-римська           | Чоловіки. До 60 кг.                      | Ісламбек Альбієв | Віталій Рагімов | Нурбакит Тенгізбаєв |
| Боротьба греко-римська           | Чоловіки. До 60 кг.                      | Ісламбек Альбієв | Віталій Рагімов | Руслан Тюменбаєв |
| Дзюдо                            | Жінки. До 63 кг.                         | Танімото Аюмі | Люсі Декосс | Елізабет Віллебордсе |
| Дзюдо                            | Жінки. До 63 кг.                         | Танімото Аюмі | Люсі Декосс | Вон Ок-Ім |
| Дзюдо                            | Чоловіки. До 81 кг.                      | Оле Бішоф | Кім Чепом | Тьяго Каміло |
| Дзюдо                            | Чоловіки. До 81 кг.                      | Оле Бішоф | Кім Чепом | Роман Гонтюк |
| Важка атлетика                   | Чоловіки. До 69 кг.                      | Ляо Хой | Ванслас Дабая | Тигран Геворг Мартиросян |
| Фехтування                       | Чоловіки. Шабля. Особиста першість.      | Чжун Мань | Ніколя Лопес | Міхай Коваліу |
| Кінний спорт                     | Триборство. Командна першість.           | Андреас Дібовскі на BUTTS LEON Інгрід Клімке на ABRAXXAS Франк Остгольт на MR. MEDICOTT Гінріх Ромейке на MARIUS Петер Томсен на THE GHOST OF HAMISH | Клейтон Фредерікс на BEN ALONG TIME Люсінда Фредерікс на HEADLEY BRITANNIA Соня Джонсон на RINGWOULD JAGUAR Меґан Джонс на IRISH JESTER Шейн Роуз на ALL LUCK | Тіна Кук на MINERS FROLIC Дейзі Дік на SPRING ALONG Вільям Фокс-Пітт на PARKMORE ED Шерон Гант на TANKERS TOWN Мері Кінг на CALL AGAIN CAVALIER |
| Кінний спорт                     | Триборство. Особиста першість.           | Гінріх Ромейке на MARIUS | Джина Майлз на MCKINLAIGH | Тіна Кук на MINERS FROLIC |

## 13 серпня
| Вид спорту             | Дисципліна                                 | Золото                                                                                   | Срібло                                                                            | Бронза                                                                                     |
| Плавання               | Жінки. Вільний стиль, 200 м.               | Федеріка Пеллегріні                                                                      | Сара Ісакович                                                                     | Пан Цзяїн                                                                                  |
| Плавання               | Чоловіки. Батерфляй, 200 м.                | Майкл Фелпс                                                                              | Чех Ласло                                                                         | Мацуда Такесі                                                                              |
| Спортивна гімнастика   | Жінки. Командна першість.                  | Чен Фей Ден Ліньлінь Хе Кесінь Цзян Юйюань Лі Шаньшань Ян Ілінь                          | Шон Джонсон Настя Люкін Челлсі Меммел Саманта Пешек Еліша Секремоні Бріджет Слоун | Андрея Акатріней Габріела Драгой Андрея Грігоре Сандра Ізбаша Стеліяна Ністор Ана Тамір'ян |
| Плавання               | Жінки. Комплексне плавання, 200 м.         | Стефані Райс                                                                             | Керсті Ковентрі                                                                   | Наталі Кафлін                                                                              |
| Плавання               | Чоловіки. Вільний стиль, естафета 4×200 м. | Майкл Фелпс Раян Лохте Ріккі Беренс Пітер Вандеркаай Кліт Келлер Ерік Вендт Дейв Волтерс | Микита Лобінцев Євген Лагунов Данило Ізотов Олександр Сухоруков Михайло Поліщук   | Патрік Мерфі Ґрант Гаккетт Ґрант Брітс Нік Ффрост Лейт Броді Керк Палмер                   |
| Велоспорт-шосе         | Жінки. Роздільний старт.                   | Крістін Армстронг                                                                        | Емма Пулі                                                                         | Карін Тюріґ                                                                                |
| Стрибки у воду         | Чоловіки. Синхронні стрибки, трамплін 3 м  | Ван Фен Цінь Кай                                                                         | Дмитро Саутін Юрій Кунаков                                                        | Ілля Кваша Олексій Пригоров                                                                |
| Кульова стрільба       | Жінки. Пневматичний пістолет, 25 м.        | Чень Ін                                                                                  | Отрядин Гундегмаа                                                                 | Доржсуренгійн Монхбаяр                                                                     |
| Велоспорт-шосе         | Чоловіки. Роздільний старт.                | Фаб'ян Канчеллара                                                                        | Ґустав Ларссон                                                                    | Леві Лейфеймер                                                                             |
| Важка атлетика         | Жінки. До 69 кг.                           | Лю Чуньхун                                                                               | Оксана Сливенко                                                                   | Наталія Давидова                                                                           |
| Боротьба греко-римська | Чоловіки. До 66 кг.                        | Стів Гено                                                                                | Канат Бегалієв                                                                    | Михайло Семенов                                                                            |
| Боротьба греко-римська | Чоловіки. До 66 кг.                        | Стів Гено                                                                                | Канат Бегалієв                                                                    | Армен Варданян                                                                             |
| Боротьба греко-римська | Чоловіки. До 74 кг.                        | Манучар Квірквелія                                                                       | Чан Юнсян                                                                         | Крістоф Гено                                                                               |
| Боротьба греко-римська | Чоловіки. До 74 кг.                        | Манучар Квірквелія                                                                       | Чан Юнсян                                                                         | Явор Янакієв                                                                               |
| Дзюдо                  | Жінки. До 70 кг.                           | Уено Масае                                                                               | Анаїсіс Ернандес                                                                  | Ронда Раузі                                                                                |
| Дзюдо                  | Жінки. До 70 кг.                           | Уено Масае                                                                               | Анаїсіс Ернандес                                                                  | Едіт Бош                                                                                   |
| Дзюдо                  | Чоловіки. До 90 кг.                        | Іраклій Цирекідзе                                                                        | Амар Беніхлеф                                                                     | Гешам Месба                                                                                |
| Дзюдо                  | Чоловіки. До 90 кг.                        | Іраклій Цирекідзе                                                                        | Амар Беніхлеф                                                                     | Сергей Ашванден                                                                            |
| Важка атлетика         | Чоловіки. До 77 кг.                        | Са Че Хьок                                                                               | Лі Хунлі                                                                          | Геворг Давтян                                                                              |
| Фехтування             | Чоловіки. Рапіра. Особиста першість.       | Беньямін Філіп Клейбрінк                                                                 | Ота Юкі                                                                           | Сальваторе Санцо                                                                           |
| Фехтування             | Жінки. Шпага. Особиста першість.           | Брітта Гейдеманн                                                                         | Ана Марія Бринзе                                                                  | Ільдіко Мінца-Небальд                                                                      |

## 14 серпня
| Вид спорту             | Дисципліна                                         | Золото | Срібло                                                                                            | Бронза |
| Плавання               | Чоловіки. Брас, 200 м.                             | Кітадзіма Косуке | Брентон Рікард                                                                                    | Юґ Дюбоск                                                                                                  |
| Плавання               | Жінки. Батерфляй, 200 м.                           | Лю Цзиге | Цзяо Люян                                                                                         | Джессіка Скіппер                                                                                           |
| Плавання               | Чоловіки. Вільний стиль, 100 м.                    | Ален Бернар | Імон Саллівен                                                                                     | Джейсон Лезак                                                                                              |
| Плавання               | Чоловіки. Вільний стиль, 100 м.                    | Ален Бернар | Імон Саллівен                                                                                     | Сезар Сьєло Фільйо                                                                                         |
| Спортивна гімнастика   | Чоловіки. Особиста першість.                       | Ян Вей | Утімура Кохей                                                                                     | Бенуа Караноб                                                                                              |
| Плавання               | Жінки. Вільний стиль, естафета 4×200 м.            | Стефані Райс Бронті Берретт Кайлі Палмер Лінда Маккензі Енджі Бейнбрідж Лара Дейвенпорт Фелісіті Гелвес Мелані Скленджер | Ян Юй Чжу Цяньвей Тань М'яо Пан Цзяїн Тан Цзінчжі                                                 | Еллісон Шмітт Наталі Кафлін Керолайн Беркл Кейті Гофф Крістін Маршалл Джулія Сміт Кім Ванденберґ           |
| Кульова стрільба       | Жінки. Гвинтівка, стрільба з трьох положень, 50 м. | Ду Лі | Катерина Еммонс                                                                                   | Егліс Яйма Крус                                                                                            |
| Стендова стрільба      | Жінки. Круглий стенд (скіт).                       | К'яра Кайнеро | Кімберлі Род                                                                                      | Крістіне Брінкер                                                                                           |
| Боротьба греко-римська | Чоловіки. До 84 кг.                                | Андреа Мінгуцці | Золтан Фодор                                                                                      | — |
| Боротьба греко-римська | Чоловіки. До 84 кг.                                | Андреа Мінгуцці | Золтан Фодор                                                                                      | Назмі Авлуджа                                                                                              |
| Стрільба з лука        | Жінки. Особиста першість.                          | Чжан Цзюаньцзюань | Пак Сонхьон                                                                                       | Юн Окхі |
| Боротьба греко-римська | Чоловіки. До 96 кг.                                | Асланбек Хуштов | Мірко Енґліх                                                                                      | Асет Мамбетов                                                                                              |
| Боротьба греко-римська | Чоловіки. До 96 кг.                                | Асланбек Хуштов | Мірко Енґліх                                                                                      | Адам Вілер                                                                                                 |
| Боротьба греко-римська | Чоловіки. До 120 кг.                               | Міхайн Лопес | Хасан Бароєв                                                                                      | Міндауґас Мізґайтіс                                                                                        |
| Боротьба греко-римська | Чоловіки. До 120 кг.                               | Міхайн Лопес | Хасан Бароєв                                                                                      | Юрій Патрикеєв                                                                                             |
| Дзюдо                  | Жінки. До 78 кг.                                   | Ян Сюлі | Яленніс Кастільйо                                                                                 | Чон Кйонмі                                                                                                 |
| Дзюдо                  | Жінки. До 78 кг.                                   | Ян Сюлі | Яленніс Кастільйо                                                                                 | Стефані Поссамаї                                                                                           |
| Дзюдо                  | Чоловіки. До 100 кг.                               | Найдангийн Түвшинбаяр | Асхат Житкеєв                                                                                     | Мовлуд Міралієв                                                                                            |
| Дзюдо                  | Чоловіки. До 100 кг.                               | Найдангийн Түвшинбаяр | Асхат Житкеєв                                                                                     | Генк Ґрол                                                                                                  |
| Фехтування             | Жінки. Шабля. Командна першість.                   | Ольга Харлан Олена Хомрова Галина Пундик Ольга Жовнір                                                                    | Бао Інін Хуан Хайян Ні Хон Тань Сюе                                                               | Маріель Загуніс Сада Джекобсон Бекка Ворд                                                                  |
| Кінний спорт           | Виїздка. Командна першість.                        | Гайке Кеммер на BONAPARTE Надін Капелльманн на ELVIS VA Ізабелль Верт на SATCHMO                                         | Ганс Петер Міндергоуд на NADINE Імке Схеллекенс-Бартельс на SUNRISE Анкі ван Грунсвен на SALINERO | Анне Єнсен-ван Ольст на CLEARWATER Наталі цу Зайн-Віттґенштейн на DIGBY Андреас Гельґстранд на DON SCHUFRO |

## 15 серпня
| Вид спорту                       | Дисципліна                                   | Золото                                  | Срібло                                                       | Бронза                                                             |
| Плавання                         | Жінки. Вільний стиль, 100 м.                 | Брітта Штеффен                          | Лізбет Тріккетт                                              | Наталі Кафлін                                                      |
| Плавання                         | Чоловіки. Комплексне плавання, 200 м.        | Майкл Фелпс                             | Чех Ласло                                                    | Раян Лохте                                                         |
| Плавання                         | Чоловіки. На спині, 200 м.                   | Раян Лохте                              | Аарон Пірсол                                                 | Аркадій В'ятчанін                                                  |
| Плавання                         | Жінки. Брас, 200 м.                          | Ребекка Соні                            | Лісель Джонс                                                 | Сара Норденстам                                                    |
| Спортивна гімнастика             | Жінки. Особиста першість.                    | Настя Люкін                             | Шон Джонсон                                                  | Ян Ілінь                                                           |
| Кульова стрільба                 | Чоловіки. Гвинтівка, 50 м, положення лежачи. | Артур Айвазян                           | Метт Еммонс                                                  | Воррен Потент                                                      |
| Важка атлетика                   | Жінки. До 75 кг.                             | Цао Лей                                 | Алла Важеніна                                                | Надія Євстюхіна                                                    |
| Стрільба з лука                  | Чоловіки. Особиста першість.                 | Віктор Рубан                            | Пак Гьонмо                                                   | Баїр Бадьонов                                                      |
| Дзюдо                            | Чоловіки. Більше 100 кг.                     | Ісії Сатосі                             | Абдулло Тангрієв                                             | Тедді Рінер                                                        |
| Дзюдо                            | Чоловіки. Більше 100 кг.                     | Ісії Сатосі                             | Абдулло Тангрієв                                             | Оскар Браїсон                                                      |
| Дзюдо                            | Жінки. Більше 78 кг.                         | Тун Вень                                | Цукада Макі                                                  | Лусія Полавдер                                                     |
| Дзюдо                            | Жінки. Більше 78 кг.                         | Тун Вень                                | Цукада Макі                                                  | Ідаліс Ортіс                                                       |
| Велоспорт-трек                   | Чоловіки. Командний спринт.                  | Кріс Гой Джейсон Кенні Джеймі Стафф     | Грегорі Боже Кевен Сіро Арно Турнан                          | Рене Ендерс Максиміліан Леві Штефан Німке                          |
| Веслування на байдарках та каное | Чоловіки. Слалом. Каноє подвійне, С2.        | Павол Гохшорнер Петер Гохшорнер         | Ярослав Вольф Ондрей Штепанек                                | Михайло Кузнєцов Дмитро Ларіонов                                   |
| Важка атлетика                   | Чоловіки. До 75 кг.                          | Лу Юн                                   | Андрій Рибаков                                               | Тигран Вардан Мартиросян                                           |
| Веслування на байдарках та каное | Жінки. Слалом. Байдарка одиночна, К1.        | Елена Каліська                          | Джеклін Лоренс                                               | Фіолетта Облінґер-Петерс                                           |
| Фехтування                       | Чоловіки. Шпага. Командна першість.          | Жером Жанне Ульріх Робейрі Фабріс Жанне | Роберт Анджеюк Томаш Мотика Адам В'єрцьох Радослав Завротняк | Маттео Тальяріоль Стефано Кароццо Альфредо Рота Дієго Конфалоньєрі |
| Легка атлетика                   | Чоловіки. Штовхання ядра.                    | Томаш Маєвський                         | Крістіан Кентвелл                                            | Андрій Міхневич                                                    |
| Бадмінтон                        | Жінки. Пари.                                 | Ду Цзін Юй Ян                           | Лі Хьончон Лі Кьонвон                                        | Вей Ілі Чжан Явень                                                 |
| Легка атлетика                   | Жінки. Біг на 10000 м.                       | Тірунеш Дібаба                          | Елван Абейлеґессе                                            | Шелейн Фленеген                                                    |

## 16 серпня
| Вид спорту            | Дисципліна                                    | Золото                                                         | Срібло                                                           | Бронза                                                                          |
| Плавання              | Чоловіки. Батерфляй, 100 м.                   | Майкл Фелпс                                                    | Милорад Чавич                                                    | Ендрю Лотерстейн                                                                |
| Плавання              | Жінки. На спині, 200 м.                       | Керсті Ковентрі                                                | Маргарет Гользер                                                 | Накамура Рейко                                                                  |
| Легка атлетика        | Чоловіки. Ходьба 20 км.                       | Валерій Борчин                                                 | Джефферсон Перес                                                 | Джаред Теллент                                                                  |
| Плавання              | Жінки. Вільний стиль, 800 м.                  | Ребекка Едлінгтон                                              | Алессія Філіппі                                                  | Лотте Фрійс                                                                     |
| Плавання              | Чоловіки. Вільний стиль, 50 м.                | Сезар Сьєло Фільйо                                             | Аморі Лево                                                       | Ален Бернар                                                                     |
| Бадмінтон             | Жінки. Одиночний розряд.                      | Чжан Нін                                                       | Сє Сінфан                                                        | Марія Юліянті                                                                   |
| Кульова стрільба      | Чоловіки. Швидкісний пістолет, 25 м.          | Олександр Петрів                                               | Ральф Шуманн                                                     | Крістіан Райц                                                                   |
| Стендова стрільба     | Чоловіки. Круглий стенд (скіт).               | Вінсент Генкок                                                 | Торе Бровольд                                                    | Антоні Терра                                                                    |
| Академічне веслування | Жінки. Одиночне веслування.                   | Рум'яна Нейкова                                                | Мішель Геретт                                                    | Катерина Карстен                                                                |
| Академічне веслування | Чоловіки. Одиночне веслування.                | Олаф Туфте                                                     | Ондрей Синек                                                     | Мае Дрісдейл                                                                    |
| Академічне веслування | Жінки. Двійка розпашна.                       | Джорджета Андруначе Віоріка Сусану                             | Ву Ю Гао Юйлань                                                  | Юлія Бічик Наталія Гелах                                                        |
| Академічне веслування | Чоловіки. Двійка розпашна.                    | Дрю Джінн Данкан Фрі                                           | Дейв Колдер Скотт Френдсен                                       | Джордж Бріджвотер Натан Твейддл                                                 |
| Академічне веслування | Жінки. Двійка парна.                          | Джорджіна Еверс-Свінделл Керолайн Еверс-Свінделл               | Аннекатрін Тіле Крістіане Гут                                    | Еліза Лаверік Анна Бебінгтон                                                    |
| Академічне веслування | Чоловіки. Двійка парна.                       | Девід Крошей Скотт Бреннан                                     | Тону Ендрексон Юрі Яансон                                        | Меттью Веллс Стівен Роуботам                                                    |
| Боротьба вільна       | Жінки. До 48 кг.                              | Керол Він                                                      | Ітьо Тіхару                                                      | Ірина Мерлені                                                                   |
| Боротьба вільна       | Жінки. До 48 кг.                              | Керол Він                                                      | Ітьо Тіхару                                                      | Марія Стадник                                                                   |
| Боротьба вільна       | Жінки. До 55 кг.                              | Йосіда Саорі                                                   | Сюй Лі                                                           | Тоня Вербік                                                                     |
| Боротьба вільна       | Жінки. До 55 кг.                              | Йосіда Саорі                                                   | Сюй Лі                                                           | Жаклін Рентерія                                                                 |
| Академічне веслування | Чоловіки. Четвірка розпашна.                  | Том Джеймс Стів Вільямс Піт Рід Ендрю Тріггс Ходж              | Метт Раян Джеймс Марберг Кемерон Маккензі-Макарг Френсіс Геґерті | Жульєн Деспр Бенжамен Рондо Жермен Шарден Доріан Мортелетт                      |
| Велоспорт-трек        | Чоловіки. Очкова гонка.                       | Хоан Лланерас                                                  | Роґер Клюґе                                                      | Кріс Ньютон                                                                     |
| Велоспорт-трек        | Чоловіки. Індивідуальна гонка-переслідування. | Бредлі Віґґінз                                                 | Гейден Ролстон                                                   | Стівен Берк                                                                     |
| Важка атлетика        | Жінки. Понад 75 кг.                           | Чан Мі Ран                                                     | Ольга Коробка                                                    | Марія Грабовецька                                                               |
| Велоспорт-трек        | Чоловіки. Керін.                              | Кріс Гой                                                       | Росс Едґар                                                       | Наґай Кійофумі                                                                  |
| Фехтування            | Жінки. Рапіра. Командна першість.             | Світлана Бойко Євгенія Ламонова Вікторія Нікішина Аїда Шанаєва | Емілі Кросс Ерін Смарт Ганна Томпсон                             | Маргеріта Гранбассі Іларія Сальваторі Джованна Трілліні Марія Валентіна Веццалі |
| Легка атлетика        | Жінки. Семиборство.                           | Наталя Добринська                                              | Гайліс Фаунтейн                                                  | Тетяна Чернова                                                                  |
| Легка атлетика        | Чоловіки. Біг на 100 м.                       | Усейн Болт                                                     | Річард Томпсон                                                   | Волтер Дікс                                                                     |
| Легка атлетика        | Жінки. Штовхання ядра.                        | Валерія Вілі                                                   | Наталія Міхневич                                                 | Надія Остапчук                                                                  |
| Бадмінтон             | Чоловіки. Пари.                               | Маркіс Кідо Хендра Сетьяван                                    | Цай Юнь Фу Хайфен                                                | Хван Чіман Лі Чечін                                                             |
| Теніс                 | Чоловіки. Пари.                               | Роджер Федерер Станіслас Ваврінка                              | Сімон Аспелін Томас Йоханссон                                    | Боб Брайан Майк Брайан                                                          |

## 17 серпня
| Вид спорту            | Дисципліна                                            | Золото | Срібло | Бронза |
| Плавання              | Жінки. Вільний стиль, 50 м.                           | Брітта Штеффен | Дара Торрес | Кейт Кемпбелл |
| Легка атлетика        | Жінки. Марафон.                                       | Константіна Томеску | Кетрін Ндереба | Чжоу Чуньсю |
| Плавання              | Чоловіки. Вільний стиль, 1500 м.                      | Уссама Меллулі | Ґрант Гаккетт | Раян Кокрейн |
| Плавання              | Жінки. Комплексна естафета 4×100 м.                   | Емілі Сібом Лісель Джонс Джессіка Скііппер Лізбет Трікетт                                                                   | Наталі Кафлін Ребекка Соні Крістін Меґнусон Дара Торрес                                                                                        | Чжао Цін Сунь Є Чжоу Яфей Пан Цзяїн |
| Плавання              | Чоловіки. Комплексна естафета 4×100 м.                | Аарон Пірсол Брендан Гансен Майкл Фелпс Джейсон Лезак                                                                       | Гейден Стоккел Брентон Рікард Ендрю Лотерстейн Імон Саллівен                                                                                   | Міясіта Дзюніті Кітадзіма Косуке Фудзі Такуро Сато Хісайосі                                                                                   |
| Кульова стрільба      | Чоловіки. Гвинтівка, стрільба з трьох положень, 50 м. | Цю Цзянь | Юрій Сухоруков | Раймонд Дебевець |
| Вітрильний спорт      | Жінки. Клас «Інглінг».                                | Сара Ейтон Сара Вебб Піппа Вілсон                                                                                           | Манді Мульдер Аннемієке Бес Мерель Віттевеєн                                                                                                   | Софія Бекатору Софія Пападопулу Віргінія Краваріоті                                                                                           |
| Академічне веслування | Жінки. Двійка парна, легка вага.                      | Кірстен ван дер Колк Маріт ван Ейпен                                                                                        | Санна Стен Мінна Ніємінен | Мелані Кок Трейсі Камерон |
| Академічне веслування | Чоловіки. Двійка парна, легка вага.                   | Зек Перчес Марк Гантер | Дімітріос Мугіос Василіс Полімерос | Мадс Расмуссен Расмус Квіст Гансен |
| Академічне веслування | Чоловіки. Четвірка, легка вага.                       | Томас Еберт Мортен Єргенсен Мадс Андерсен Ескілд Еббесен                                                                    | Лукаш Павловський Бартломей Павелчак Мілош Бернатайтис Павел Раньда                                                                            | Аяїн Брамбелл Джон Бір Майк Люїс Лаєм Парсонс                                                                                                 |
| Академічне веслування | Жінки. Четвірка парна.                                | Тан Бінь Цзінь Цзивей Сі Айхуа Чжан Ян'ян                                                                                   | Енні Вернон Деббі Флад Френсіс Гаутон Кетрін Грейнджер                                                                                         | Брітта Оппельт Мануела Лутце Катрін Борон Стефані Шиллер                                                                                      |
| Академічне веслування | Чоловіки. Четвірка парна.                             | Конрад Васєлєвський Марек Колбович Міхал Єлінський Адам Король                                                              | Лука Агаменноні Сімоне Веньєр Россано Галтаросса Сімоне Райнері                                                                                | Жонатан Коеффік П'єр-Жан Пелтьє Жульєн Баен Седрік Беррест                                                                                    |
| Академічне веслування | Жінки. Вісімка.                                       | Ерін Кафаро Ліндсей Скуп Анна Гудейл Елль Логан Анна Майкельсон-Каммінс Сюзан Франсія Каролайн Лінд Карін Дейвіс Мері Віппл | Фемке Деккер Марліс Смулдерс Нінке Кінгма Роліне Репелер ван Дріл Аннемаріке ван Румпт Гелен Тангер Сара Сіґелаар Аннемік де Гаан Естер Воркел | Констанца Бурчіке Віоріка Сусану Родіка Шербан Еніко Барабас Сімона Мушат Іоана Папук Джорджета Дам'ян-Андрунаке Дойна Іґнат Елена Джорджеску |
| Академічне веслування | Чоловіки. Вісімка.                                    | Кевін Лайт Бен Рутледж Ендрю Бірнз Джейк Ветзел Малкольм Говард Домінік Сейтерль Адам Крік Кайл Гамільтон Браян Прайс       | Алекс Партрідж Том Стеллард Том Люсі Річард Еджінгтон Джош Вест Алестер Гіткот Мет Ленгрідж Колін Сміт Ейсер Незеркот                          | Бо Гупман Матт Шнобріч Міка Бойд Ваят Аллен Деніел Волш Стівен Коппола Джош Інман Браян Волпенгейн Маркус Макеленні                           |
| Теніс                 | Жінки. Особиста першість.                             | Олена Дємєнтьєва | Дінара Сафіна | Віра Звонарьова |
| Вітрильний спорт      | Чоловіки. Клас «Фінн».                                | Бен Ейнслі | Зек Рейлі | Ґійом Флоран |
| Велоспорт-трек        | Жінки. Індивідуальна гонка-переслідування.            | Ребекка Ромеро | Венді Гувенаґел | Леся Калитовська |
| Теніс                 | Жінки. Пари.                                          | Венус Вільямс Серена Вільямс                                                                                                | Анабель Медіна Гаррігес Вірхінія Руано Паскуаль                                                                                                | Янь Цзи Чжен Цзє |
| Боротьба вільна       | Жінки. До 63 кг.                                      | Ітьо Каорі | Альона Карташова | Ренді Міллер |
| Боротьба вільна       | Жінки. До 63 кг.                                      | Ітьо Каорі | Альона Карташова | Олена Шалигіна |
| Боротьба вільна       | Жінки. До 72 кг.                                      | Ван Цзяо | Станка Златева | Хамаґуті Кьоко |
| Боротьба вільна       | Жінки. До 72 кг.                                      | Ван Цзяо | Станка Златева | Агнєшка Вєщек |
| Спортивна гімнастика  | Чоловіки. Довільні вправи.                            | Цзоу Кай | Хервасіо Деферр | Антон Голоцуцков |
| Вітрильний спорт      | Чоловіки. Клас «49er».                                | Йонас Варрер Мартін Кіркетерп                                                                                               | Ікер Мартінес Ксав'єр Фернандес | Ян Петер Пеккольт Ганнес Пеккольт |
| Фехтування            | Чоловіки. Шабля. Командна першість.                   | Вінсен Анстет Ніколя Лопес Боріс Сансон Жульєн Пійє                                                                         | Джейсон Роджерс Кіт Смарт Тім Моргауз Джеймс Вільямс                                                                                           | Джанп'єро Пасторе Дієго Окк'юцці Луїджі Тарантіно Альдо Монтано                                                                               |
| Спортивна гімнастика  | Жінки. Опорний стрибок.                               | Хон Унчон | Оксана Чусовітіна | Чен Фей |
| Теніс                 | Чоловіки. Особиста першість.                          | Рафаель Надаль | Фернандо Гонсалес | Новак Джокович |
| Спортивна гімнастика  | Чоловіки. Вправи на коні.                             | Сяо Цінь | Філіп Уде | Луїс Сміт |
| Важка атлетика        | Чоловіки. До 94 кг.                                   | Ілля Ільїн | Шимон Колецький | Хаджимурат Аккаєв |
| Легка атлетика        | Чоловіки. Метання молота.                             | Прімож Козмус | Крістіан Парс | Мірофусі Кодзі |
| Бадмінтон             | Мікст.                                                | Лі Йонде Лі Хьончон | Ліліяна Натсір Нова Відьянто | Хе Хайбінь Юй Ян |
| Спортивна гімнастика  | Жінки. Довільні вправи.                               | Сандра Ізбаша | Шон Джонсон | Настя Люкін |
| Настільний теніс      | Жінки. Командна першість.                             | Гуо Юе Ван Нань Чжан Інь'ін                                                                                                 | Фен Тянь Вей Лі Цзя Вей Ван Юе Гу | Тан Єсо Кім Кьона Пак Мійон |
| Легка атлетика        | Жінки. Біг на 3000 м, стіплчейз.                      | Гульнара Галкіна-Самітова                                                                                                   | Юніс Джепкорір | Катерина Волкова |
| Стрибки у воду        | Жінки. Трамплін 3 м                                   | Го Цзінцзін | Юлія Пахаліна | Ву Мінься |
| Бадмінтон             | Чоловіки. Особиста першість.                          | Лінь Дань | Лі Чжон Вей | Чень Цзінь |
| Легка атлетика        | Жінки. Біг на 100 м.                                  | Шеллі-Енн Фрезер | Шерон Сімпсон | |
| Легка атлетика        | Жінки. Біг на 100 м.                                  | Шеллі-Енн Фрезер | Керрон Стюарт | |
| Легка атлетика        | Жінки. Потрійний стрибок.                             | Франсуаз Мбанґо | Хрисопії Деветзі | |
| Легка атлетика        | Чоловіки. Біг на 10000 м.                             | Кененіса Бекеле | Сілеші Сіхіне | Міка Коґо |

## 18 серпня
| Вид спорту           | Дисципліна                               | Золото | Срібло                                                                                             | Бронза |
| Триатлон             | Жінки.                                   | Емма Сноусілл                                                                                             | Ванесса Фернандеш                                                                                  | Емма Моффатт |
| Вітрильний спорт     | Жінки. Клас «470».                       | Ілайз Речічі Тесса Паркінсон                                                                              | Марсельєн де Конінґ Лобке Беркгоут                                                                 | Фернанда Олівейра Ізабель Сван                                                                                    |
| Вітрильний спорт     | Чоловіки. Клас «470».                    | Натан Вілмот Малкольм Пейдж                                                                               | Нік Роджерс Джо Ґленфілд                                                                           | Ніколя Шарбонньє Олів'є Боссе                                                                                     |
| Велоспорт-трек       | Жінки. Гонка за очками.                  | Маріанне Вос                                                                                              | Йоанка Гонсалес                                                                                    | Лейре Олаберрія                                                                                                   |
| Спортивна гімнастика | Чоловіки. Вправи на кільцях.             | Чень Ібін                                                                                                 | Ян Вей                                                                                             | Олександр Воробйов                                                                                                |
| Велоспорт-трек       | Чоловіки. Командна гонка-переслідування. | Ед Кленсі Пол Меннінг Джерейнт Томас Бредлі Віґґінз                                                       | Каспер Єргенсен Єнс-Ерік Мадсен Міхаель Меркев Алекс Расмуссен                                     | Сем Б'юлі Гейден Ролстон Марк Раян Джессі Сарджент                                                                |
| Спортивна гімнастика | Жінки. Вправи на різновисоких брусах.    | Хе Кесінь                                                                                                 | Настя Люкін                                                                                        | Ян Ілінь |
| Спортивна гімнастика | Чоловіки. Опорний стрибок.               | Лешек Блянік                                                                                              | Тома Буель                                                                                         | Антон Голоцуцков                                                                                                  |
| Легка атлетика       | Жінки. Метання диску.                    | Стефані Браун-Трефтон                                                                                     | Яреліс Барріос                                                                                     | Олена Антонова |
| Важка атлетика       | Чоловіки. До 105 кг.                     | Андрій Арамнов                                                                                            | Дмитро Клоков                                                                                      | Дмитро Лапіков |
| Стрибки на батуті    | Жінки.                                   | Хе Веньна                                                                                                 | Карен Кокберн                                                                                      | Катерина Хилько                                                                                                   |
| Настільний теніс     | Чоловіки. Командна першість.             | Ма Лінь Ван Хао Ван Ліцінь                                                                                | Тімо Болл Дмитро Овчаров Крістіан Зюсс                                                             | О Санин Ю Синмін Юн Чеюн                                                                                          |
| Легка атлетика       | Чоловіки. Біг на 3000 м, стіплчейз.      | Брімін Кіпроп Кіпруто                                                                                     | Маєдін Мекіссі-Бенаббад                                                                            | Річард Матілонґ                                                                                                   |
| Легка атлетика       | Жінки. Біг на 800 м.                     | Памела Джелімо                                                                                            | Джанет Джепкоскей Бусеней                                                                          | Гасна Бенгассі |
| Легка атлетика       | Чоловіки. Стрибки у довжину.             | Ірвінґ Саладіно                                                                                           | Хотсо Мокоена                                                                                      | Ібрагім Камехо |
| Легка атлетика       | Чоловіки. Біг на 400 м з бар'єрами.      | Енджело Тейлор                                                                                            | Керрон Клемент                                                                                     | Бершон Джексон |
| Кінний спорт         | Конкур. Командна першість.               | Лора Крот на CEDRIC Бізі Медден на AUTHENTIC Вільям Сімпсон на CARLSSON VOM DACH Маклейн Ворд на SAPPHIRE | Малькольм Коун на OLE Джілл Генселвуд на SPECIAL ED Ерік Ламаз на HICKSTEAD Аєн Міллар на IN STYLE | Крістіна Лібгерр на NO MERCY Піус Швіцер на NOBLESS M Ніклаус Шуртенберґер на CANTUS Стів Ґерда на JALISCA SOLIER |
| Легка атлетика       | Жінки. Стрибки з жердиною.               | Олена Ісинбаєва                                                                                           | Дженніфер Стучинскі                                                                                | Світлана Феофанова                                                                                                |

## 19 серпня
| Вид спорту           | Дисципліна                       | Золото                             | Срібло                    | Бронза                          |
| Триатлон             | Чоловіки.                        | Ян Фродено                         | Саймон Вітфілд            | Бівен Дочерті                   |
| Вітрильний спорт     | Чоловіки. Клас «Лазер».          | Пол Ґудісон                        | Василій Жбогар            | Дієго Ромеро                    |
| Вітрильний спорт     | Жінки. Клас «Лазер Редіал».      | Анна Таннікліфф                    | Гінтаре Волунгевіцюте     | Сюй Ліцзя                       |
| Боротьба вільна      | Чоловіки. До 55 кг.              | Генрі Сехудо                       | Мацунаґа Томохіро         | Радослав Веліков                |
| Боротьба вільна      | Чоловіки. До 55 кг.              | Генрі Сехудо                       | Мацунаґа Томохіро         | Бесік Кудухов                   |
| Боротьба вільна      | Чоловіки. До 60 кг.              | Мавлет Батиров                     | Василь Федоришин          | Юмото Кен'іті                   |
| Боротьба вільна      | Чоловіки. До 60 кг.              | Мавлет Батиров                     | Василь Федоришин          | Сеєд Могаммаді                  |
| Велоспорт-трек       | Чоловіки. Медісон.               | Хуан Естебан Куручет Вальтер Перес | Хоан Лланерас Тоні Таулер | Михайло Ігнатьєв Олексій Марков |
| Спортивна гімнастика | Чоловіки. Вправи на брусах.      | Лі Сяопен                          | Ю Вон Чул                 | Антон Фокін                     |
| Велоспорт-трек       | Жінки. Спринт.                   | Вікторія Пендлтон                  | Анна Мірс                 | Гуо Шуан                        |
| Спортивна гімнастика | Жінки. Вправи на колоді.         | Шон Джонсон                        | Настя Люкін               | Чен Фей                         |
| Велоспорт-трек       | Чоловіки. Спринт.                | Кріс Гой                           | Джейсон Кенні             | Мікаель Бурґен                  |
| Спортивна гімнастика | Чоловіки. Вправи на перекладині. | Цзоу Кай                           | Джонатан Гортон           | Фабіан Гамбюхен                 |
| Важка атлетика       | Чоловіки. Більше 105 кг.         | Маттіас Штайнер                    | Євген Чігішев             | Вікторс Щербатихс               |
| Стрибки на батуті    | Чоловіки.                        | Лу Чуньлон                         | Джейсон Бернетт           | Дон Дон                         |
| Легка атлетика       | Чоловіки. Стрибки у висоту.      | Андрій Сильнов                     | Джермейн Мейсон           | Ярослав Рибаков                 |
| Стрибки у воду       | Чоловіки. Трамплін 3 м           | Хе Чун                             | Александр Деспаті         | Цінь Кай                        |
| Легка атлетика       | Жінки. Біг на 400 м.             | Крістін Охуруогу                   | Шеріка Вільямс            | Саня Річардз                    |
| Легка атлетика       | Чоловіки. Метання диску.         | Герд Кантер                        | Пйотр Малаховський        | Віргіліус Алекна                |
| Кінний спорт         | Виїздка. Особиста першість.      | Анкі ван Грунсвен на SALINERO      | Ізабель Верт на SATCHMO   | Гайке Кеммер на BONAPARTE       |
| Легка атлетика       | Жінки. Біг на 100 м з бар'єрами. | Дон Гарпер                         | Саллі Макліллан           | Прісцилла Лопес-Шліп            |
| Легка атлетика       | Чоловіки. Біг на 1500 м.         | Асбель Кіпруто Кіпроп              | Ніколас Вілліс            | Меді Баала                      |

## 20 серпня
| Вид спорту         | Дисципліна                       | Золото                                | Срібло                        | Бронза                    |
| Плавання           | Жінки. 10000 м.                  | Лариса Ільченко                       | Кері-Енн Пейн                 | Кессі Петтен              |
| Вітрильний спорт   | Жінки. Клас «RS:X».              | Інь Цзянь                             | Алессандра Сенсіні            | Брайоні Шоу               |
| Вітрильний спорт   | Чоловіки. Клас «RS:X».           | Том Ешлі                              | Жульєн Бонтам                 | Шахар Зубарі              |
| Синхронне плавання | Дует.                            | Анастасія Давидова Анастасія Єрмакова | Андреа Фуентес Хемма Менгуаль | Харада Сахо Судзукі Еміко |
| Боротьба вільна    | Чоловіки. До 66 кг.              | Рамазан Шахін                         | Андрій Стадник                | Сушіл Кумар               |
| Боротьба вільна    | Чоловіки. До 66 кг.              | Рамазан Шахін                         | Андрій Стадник                | Отар Тушишвілі            |
| Боротьба вільна    | Чоловіки. До 74 кг.              | Бувайсар Сайтієв                      | Сослан Тігієв                 | Мурад Гайдаров            |
| Боротьба вільна    | Чоловіки. До 74 кг.              | Бувайсар Сайтієв                      | Сослан Тігієв                 | Кіріл Терзієв             |
| Тхеквондо          | Жінки. До 49 кг.                 | У Цзін'юй                             | Буттреє Пуедпонг              | Далія Контрерас           |
| Тхеквондо          | Жінки. До 49 кг.                 | У Цзін'юй                             | Буттреє Пуедпонг              | Дайнелліс Монтехо         |
| Тхеквондо          | Чоловіки. До 58 кг.              | Ґільєрмо Перес                        | Юліс Мерседес                 | Чу Муєнь                  |
| Тхеквондо          | Чоловіки. До 58 кг.              | Ґільєрмо Перес                        | Юліс Мерседес                 | Рогулла Нікпаї            |
| Легка атлетика     | Жінки. Метання молота.           | Оксана Мянкова                        | Їпсі Морено                   | Чжан Веньсю               |
| Легка атлетика     | Чоловіки. Біг на 200 м.          | Усейн Болт                            | Шон Кроуфорд                  | Волтер Дікс               |
| Легка атлетика     | Жінки. Біг на 400 м з бар'єрами. | Мелані Вокер                          | Шіна Тоста                    | Таша Денверс              |

## 21 серпня
| Вид спорту           | Дисципліна                            | Золото | Срібло | Бронза |
| Легка атлетика       | Жінки. Ходьба. 20 км.                 | Ольга Каниськіна | К'єрсті Тюссе Плетцер | Еліза Ріґаудо |
| Плавання             | Чоловіки. 10000 м.                    | Мартен ван дер Вейден | Девід Девіс | Томас Лурц |
| Пляжний волейбол     | Жінки.                                | Місті Мей-Тренор Керрі Волш | Тянь Цзя Ван Цзє | Сюе Чень Чжан Сі |
| Вітрильний спорт     | Чоловіки. Клас «Стар».                | Аєн Персі Ендрю Сімпсон | Роберт Шейдт Бруно Прада | Фредрік Лееф Андерс Екстрем |
| Вітрильний спорт     | Відкритий клас «Торнадо».             | Антон Пас Фернандо Ечаваррі | Деррен Бандок Ґленн Ешбі | Сантьяго Ланхе Карлос Еспінола |
| Боротьба вільна      | Чоловіки. До 84 кг.                   | Реваз Міндорашвілі | Юсуп Абдусаломов | Тарас Данько |
| Боротьба вільна      | Чоловіки. До 84 кг.                   | Реваз Міндорашвілі | Юсуп Абдусаломов | Георгій Кетоєв |
| Боротьба вільна      | Чоловіки. До 96 кг.                   | Ширвані Мурадов | Таймураз Тігієв | Гіоргі Гогшелідзе |
| Боротьба вільна      | Чоловіки. До 96 кг.                   | Ширвані Мурадов | Таймураз Тігієв | Хетаг Газюмов |
| Боротьба вільна      | Чоловіки. До 120 кг.                  | Артур Таймазов | Бахтіяр Ахмедов | Давид Мусульбес |
| Боротьба вільна      | Чоловіки. До 120 кг.                  | Артур Таймазов | Бахтіяр Ахмедов | Марид Муталімов |
| Водне поло           | Жінки.                                | Ілсе ван дер Мейден Ясмін Сміт Мікі Кабот Б'юракн Хаквердіан Марієк ван ден Гам Данієль де Брюін Єфке ван Белькум Ноекі Клейн Джілліан ван ден Берг Алетт Сійбрінг Ріанн Гюйчелаар Сімон Коот Мейке де Ноой                            | Бітсі Армстронг Джеймі Хіпп Моріс ван Норман Камі Крейг Бренда Вілла Хізар Петрі Петті Карденас Брітані Хеєс Лорен Венгер Наталі Ґолда Елісон Грегорка Елсі Віндес Джессіка Стеффенс                   | Джемма Бедсворт Нікіта Куффе Сюзі Фрезер Таніель Гоферс Кеті Гінтер Емі Хетцель Бронвен Кнокс Емма Кнокс Алісія МакКормак Меліса Ріппон Ребекка Ріппон Міа Сантороміта Дженна Сантороміта                                                                                |
| Софтбол              | Жінки.                                | Емото Нахо Фудзімото Мотоко Хіросе Меґу Інуі Емі Іто Сатіко Каріно Аюмі Мабуті Сатоко Міне Юкійо Місіна Масумі Нісіяма Рей Сакай Хіроко Сато Ріє Сомея Міка Уено Юкіко Ямада Ері                                                       | Моніка Абботт Стейсі Нювмен Кристл Бустос Дженні Фінч Лора Берґ Лорін Леппін Лаві Джунґ Кет Остермен Тейрія Флауерс Ендріа Дюрен Джессіка Мендоса Вікі Ґаліндо Келлі Кретшмен Кейтлін Лоу Наташа Вотлі | Джоді Боверінґ Кайлі Кронк Таня Гардінґ Сенді Аллен-Люїс Сіммон Морроу Трейсі Мозлі Стейсі Портер Мелані Рош Джастін Сметерст Деніелл Стюарт Наталі Тітк'юм Наталі Ворд Белінда Райт Керрі Вайберн                                                                       |
| Легка атлетика       | Жінки. Біг на 200 м.                  | Вероніка Кемпбелл-Браун | Елісон Фелікс | Керрон Стюарт |
| Легка атлетика       | Жінки. Метання спису.                 | Барбора Шпотакова | Марія Абакумова | Крістіна Оберґфелль |
| Тхеквондо            | Жінки. До 57 кг.                      | Ім Сучон | Азізе Танрікулу | Діана Лопес |
| Тхеквондо            | Жінки. До 57 кг.                      | Ім Сучон | Азізе Танрікулу | Мартіна Зубчич |
| Тхеквондо            | Чоловіки. До 68 кг.                   | Сон Тхечін | Марк Лопес | Сервет Тазеґюл |
| Тхеквондо            | Чоловіки. До 68 кг.                   | Сон Тхечін | Марк Лопес | Сун Юйчі |
| Сучасне п'ятиборство | Чоловіки.                             | Андрій Мойсеєв | Едвінас Крунголцас | Андреюс Заднепровскіс |
| Стрибки у воду       | Жінки. Вишка 10 м.                    | Чень Жолінь | Емілі Гейманс | Ван Сінь |
| Легка атлетика       | Чоловіки. Потрійний стрибок.          | Нельсон Евора | Філліпс Ідову | Ліван Сендс |
| Легка атлетика       | Чоловіки. Біг на 400 м.               | Лашон Меррітт | Джеремі Ворінер | Девід Невілл |
| Легка атлетика       | Чоловіки. Біг на 110 м з перешкодами. | Дайрон Роблес | Девід Пейн | Девід Олівер |
| Футбол               | Жінки.                                | Хоуп Соло Ніколь Бернарт Хізер Міттс Крісті Ремпон Рейчел Бюхлер Стефані Кокс Кейт Маркграф Лорі Чалупні Ліндсей Тарплей Шеннон Бокс Хізер О'Райлі Елі Вагнер Керлі Ллойд Тобін Хіз Енджела Хюклес Наташа Кай Емі Родрігес Лорен Чейні | АНДРЕЯ СІМОНЕ АНДРЕЯ РОСА ТАНЯ РЕНАТА КОСТА МЕЙКОН ДАНІЕЛА ФОРМІГА ЕСТЕР МАРТА КРІСТІАНЕ БАРБАРА ФРАНСЕЛЬ ПРЕТІНА ФАБІАНА ЕРІКА МОРІН РОЗАНА                                                           | Надін Ангерер Керстін Стегеманн Саскіа Бартусяк Бабетт Петер Анніке Кран Лінда Бресонік Мелані Берінгер Сандра Смісек Біржіт Прінц Ренат Лінгор Аня Міттаг Урсула Холл Селія Окоїно да Мбабі Сімоне Лаудер Фатміре Байрамай Конні Полерс Аріане Хінгст Керстін Гарефрекс |
| Кінний спорт         | Конкур. Особиста першість.            | Ерік Ламаз на HICKSTEAD | Рольф-Єран Бенґтссон на NINJA | Бізі Медден на AUTHENTIC |

## 22 серпня
| Вид спорту                       | Дисципліна                               | Золото | Срібло | Бронза |
| Легка атлетика                   | Чоловіки. Ходьба. 50 км.                 | Алекс Швацер | Джеред Теллент | Денис Нижегородов |
| Велоспорт—ВМХ                    | Жінки.                                   | Анн-Каролін Шоссон | Лаетісія Ле Корґійє | Джілл Кінтнер |
| Велоспорт—ВМХ                    | Чоловіки.                                | Маріс Штромбергс | Майкл Дей | Донні Робінсон |
| Пляжний волейбол                 | Чоловіки.                                | Філ Далгауссер Тодд Роджерс | Марсіо Араужу Фабіо Магальяйш | Рікардо Сантуш Емануель Регу |
| Веслування на байдарках та каное | Чоловіки. Байдарка одиночна, К1, 1000 м. | Тім Брабантс | Ейрік Верос Ларсен | Кен Воллес |
| Веслування на байдарках та каное | Чоловіки. Каноє одиночне, С1, 1000 м.    | Аттіла Шандор Вайда | Давид Кал | Томас Голл |
| Веслування на байдарках та каное | Жінки. Байдарка-четвірка, К4, 500 м.     | Фанні Фішер Ніколь Рейнгардт Катрін Вагнер-Аугустін Конні Вассмут | Ковач Каталін Сабо Габріелла Козак Данута Янич Наташа | Ліза Олденгоф Ганна Девіс Чентел Мік Ліндсі Фоґарті |
| Веслування на байдарках та каное | Чоловіки. Байдарка-двійка, К2, 1000 м.   | Мартін Голлштейн Андреас Іле | Кім Кнудсен Рене Поульсен | Андреа Факкін Антоніо Скадуто |
| Веслування на байдарках та каное | Чоловіки. Каноє-двійка, С2, 1000 м.      | Андрій Богданович Олександр Богданович | Крістіан Ґілле Томаш Виленцек | Козманн Дьйордь Кіш Тамаш |
| Веслування на байдарках та каное | Чоловіки. Байдарка-четвірка, К4, 1000 м. | Роман Петрушенко Олексій Абалмасов Артур Литвинчук Вадим Махньов | Ріхард Рісздорфер Міхал Рісздорфер Ерік Влчек Юрай Тарр | Луц Альтерпост Норман Бреккль Торстен Еккбретт Б'єрн Ґольдшмідт |
| Легка атлетика                   | Жінки. Стрибки у довжину.                | Моррен Маґґі | Блессінг Окагбаре | |
| Тхеквондо                        | Жінки. До 67 кг.                         | Хван Кьонсон | Карін Сержері | Гвладіс Епанг |
| Тхеквондо                        | Жінки. До 67 кг.                         | Хван Кьонсон | Карін Сержері | Сандра Шарич |
| Тхеквондо                        | Чоловіки. До 80 кг.                      | Гаді Саеї | Мауро Сармієнто | Чжу Гуо |
| Тхеквондо                        | Чоловіки. До 80 кг.                      | Гаді Саеї | Мауро Сармієнто | Стівен Лопес |
| Сучасне п'ятиборство             | Жінки.                                   | Лена Шенеборн | Гезер Фелл | Вікторія Терещук |
| Легка атлетика                   | Чоловіки. Стрибки з жердиною.            | Стів Гукер | Євген Лук'яненко | Денис Юрченко |
| Легка атлетика                   | Жінки. Біг на 5000 м.                    | Тірунеш Дібаба | Елван Абейлеґессе | Мезерет Дефар |
| Легка атлетика                   | Жінки. Естафета 4×100 м.                 | Євгенія Полякова Олександра Федоріва Юлія Гущина Юлія Чермошанська | Олівія Борле Ганна Марієн Елоді Уедраоґо Кім Ґеверт | Франка Ідоко Ґлорія Кемасуоде Галімат Ісмаїла Дамола Осайомі |
| Настільний теніс                 | Жінки. Особиста першість.                | Чжан Інь'ін | Ван Нань | Гуо Юе |
| Хокей на траві                   | Жінки.                                   | Лісанн де Ровер Ефке Мюлдер Фатіма Морейра де Мело Мік ван Гінх'юзен Віке Дійкстра Мартьє Годері Лідевій Велтен Мінке Смаберс Мінке Боой Яннеке Шопман Мартьє Паумен Наомі ван Ас Еллен Хоог Софі Полкамп Єва де Годе Мерілин Агліотті | Ма Їбо Чен Жаоксіа Ченг Хюй Хуанг Юнксіа Фу Баоронг Лі Шуанг Гао Ліхуа Танг Чунлінг Жоу Ванфенг Жанг Їменг Лі Хонгксіа Рен Є Чен Кіукі Жао Юдіао Сонг Кунглінг Пан Фенгжен | Паола Вукоїчіч Белен Суккі Магдалена Айцега Мерседес Маргалот Маріана Россі Ноель Барріонуево Жизель Каневський Клаудіа Буркарт Люсіана Аймар Марін Руссо Маріана Гонсалеж Оліва Солідід Гарсія Алехандра Гулла Марія де ла Пас Ернандес Карла Рібеккі Росаріо Лучетті |
| Легка атлетика                   | Чоловіки. Десятиборство.                 | Бряан Клей | Андрій Кравченко | Леонель Суарес |
| Легка атлетика                   | Чоловіки. Естафета 4×100 м.              | Неста Картер Майкл Фретер Усейн Болт Асафа Пауелл | Кестон Бледмен Марк Бернз Еммануель Калландер Річард Томпсон | Цукахара Наокі Суецуґу Сінґо Такахіра Сіндзі Асахара Нобухару |

## 23 серпня
| Вид спорту                       | Дисципліна                              | Золото | Срібло | Бронза |
| Велоспорт—маунтбайк.             | Жінки. Крос-кантрі.                     | Сабіне Шпітц | Майя Влощовська | Калентьєва Ірина Миколаївна |
| Футбол                           | Чоловіки.                               | Аргентина Оскар Устарі Есекіель Гарай Лусіано Фабіан Монсон Пабло Сабалета Фернандо Гаго Федеріко Фасіо Хосе Ернесто Соса Евер Банега Есекіель Лавессі Хуан Роман Рікельме Анхель Ді Марія Ніколас Пареха Лаутаро Акоста Хав'єр Маскерано Ліонель Мессі Серхіо Агуеро Дієго Буонанотте Серхіо Ромеро Ніколас Наварро | Амбрусе Ванзекін Чібузор Оконкво Онєкачі Апам Деле Аделеє Мондей Джеймс Чінеду Окбуке Обасі Сані Кейта Віктор Нсофор Обінна Проміс Ісаак Соломон Окоронкво Ебенезер Аджілоре Олубайо Адефемі Пітер Одемвінгіе Ефе Амбросе Віктор Анічебе Еммануель Екпо Ікечукву Езенва Олудапо Олуфемі | Дієго Алвеш Рафінья Алекс Сільва Тьяго Сільва Хернанес Марсело Андерсон Лукас Алешандро Пато Рональдіньо Рамірес Ренан Ілсінью Брено Дієго Тьяго Невес Рафаель Собіс Жо |
| Веслування на байдарках та каное | Чоловіки. Байдарка одиночна, К1, 500 м. | Кен Воллес | Адам ван Коверден | Тім Брабантс |
| Веслування на байдарках та каное | Чоловіки. Каноє одиночне, С1, 500 м.    | Максим Опалєв | Давид Кал | Юрій Чебан |
| Синхронне плавання               | Група.                                  | Анастасія Давидова Анастасія Єрмакова Марія Громова Наталія Іщенко Ельвіра Хасянова Ольга Кужела Світлана Ромашина Ганна Шоріна Олена Овчиннікова | Альба Кабельйо Ракель Корраль Андреа Фуентес Таїс Енрікес Лаура Лопес Хемма Менгуаль Ірина Родрігес Паола Тірадос Хісела Морон | Гу Бейбей Цзян Тінтін Цзян Веньвень Лю Оу Луо Сі Сунь Цютін Ван На Чжан Сяохуань Хуан Сюечень                                                                           |
| Веслування на байдарках та каное | Жінки. Байдарка одиночна, К1, 500 м.    | Інна Осипенко-Радомська | Йозефа Ідем | Катрін Вагнер-Аугустін |
| Веслування на байдарках та каное | Чоловіки. Байдарка-двійка, К2, 500 м.   | Саул Кравіотто Карлос Перес | Рональд Рауге Тім Віскеттер | Роман Петрушенко Вадим Махньов |
| Велоспорт—маунтенбайк.           | Чоловіки. Крос-кантрі.                  | Жульєн Абсалон | Жан-Крістоф Перо | Ніно Шуртер |
| Гандбол                          | Жінки.                                  | Карі Олвік Ґрінсбе Катя Нюберг Раґнгільд Омодт Ґеріл Снорреґґен Ельсе-Марте Сорліє Любекк Тоньє Нестволд Каролін Дюре Брейванґ Крістін Лунде Ґру Гаммерсенґ Карі Метте Йогансен Маріт Малм Фрафйорд Тоньє Ларсен Катрін Лунде Гаральдсен Лінн-Крістін Ріґельгут                                                      | Інна Сусліна Ірина Полторацька Оксана Роменська Людмила Постнова Ганна Кареєва Катерина Андрюшина Яна Ускова Олена Польонова Емілія Турей Наталія Шипилова Марія Сидорова Катерина Мареннікова Олена Дмитрієва Ірина Близнова                                                           | Ох Йонгран Кім Она Хух Сунйонг Сонг Хайрім Кім Намсун Кім Чайон Ох Сеонгок Хонг Єонго Парк Чунгхі Лі Мінхі Ан Юнгва Бае Мінхі Чой Імєонг Мун Пілхі                      |
| Веслування на байдарках та каное | Чоловіки. Каноє-двійка, С2, 500 м.      | Мен Гуаньлян Ян Веньцзюнь | Сергій Улегін Олександр Костоглод | Крістіан Ґілле Томаш Виленцек |
| Веслування на байдарках та каное | Жінки. Байдарка-двійка, К2, 500 м.      | Ковач Каталін Янич Наташа | Беата Міколайчик Анета Конєчна | Марі Делаттр Анн-Лор Віяр |
| Художня гімнастика               | Індивідуальна першість.                 | Євгенія Канаєва | Інна Жукова | Ганна Безсонова |
| Бокс                             | До 51 кг.                               | Сомджит Джонгджохор | Андрі Лаффіта | Вінченцо Пікарді |
| Бокс                             | До 51 кг.                               | Сомджит Джонгджохор | Андрі Лаффіта | Георгій Балакшин |
| Легка атлетика                   | Чоловіки. Біг на 800 м.                 | Вільфред Бунгей | Ісмаїл Ахмед Ісмаїл | Альфред Кірва Єго |
| Бокс                             | До 57 кг.                               | Василь Ломаченко | Хедафі Джельхір | Якуп Кіліч |
| Бокс                             | До 57 кг.                               | Василь Ломаченко | Хедафі Джельхір | Шахін Імранов |
| Легка атлетика                   | Жінки. Біг на 1500 м.                   | Ненсі Жебет Лангат | Ірина Ліщинська | Наталія Тобіас |
| Бокс                             | До 64 кг.                               | Фелікс Діас | Манус Бунжумнонг | Алексіс Вастін |
| Бокс                             | До 64 кг.                               | Фелікс Діас | Манус Бунжумнонг | Роніель Іглесіас |
| Легка атлетика                   | Чоловіки. Метання списа.                | Андреас Торкілдсен | Айнарс Ковальс | Теро Піткамякі |
| Легка атлетика                   | Чоловіки. Біг на 5000 м.                | Кененіса Бекеле | Еліуд Кіпчоге | Едвін Черуійот Сой |
| Легка атлетика                   | Жінки. Естафета 4×400 м.                | Мері Вайнберг Еллісон Фелікс Монік Гендерсон Саня Річардз | Юлія Гущина Людмила Литвинова Тетяна Фірова Анастасія Капачинська | Шеріка Вільямс Шеріфа Ллойд Розмарі Вайт Новлін Вільямс |
| Бокс                             | До 75 кг.                               | Джеймс Дегейл | Еміліо Корреа | Даррен Сазерленд |
| Бокс                             | До 75 кг.                               | Джеймс Дегейл | Еміліо Корреа | Віджендер Сінґх |
| Легка атлетика                   | Чоловіки. Естафета 4×400 м.             | Лашон Меррітт Енджело Тейлор Девід Невілл Джеремі Ворінер | Андретті Бейн Майкл Метью Ендрей Вільямс Кріс Браун | Максим Дилдін Владислав Фролов Антон Кокорін Денис Алексеєв |
| Легка атлетика                   | Жінки. Стрибки у висоту.                | Тія Еллебо | Бланка Влашич | Анна Чичерова |
| Бокс                             | До 91 кг.                               | Рахім Чакхієв | Клементе Руссо | Осмай Акоста |
| Бокс                             | До 91 кг.                               | Рахім Чакхієв | Клементе Руссо | Деонтей Вайлдер |
| Волейбол                         | Жінки.                                  | Валевска Олівейра Кароліна Альбукерке Маріанне Штейнбрехер Паула Пекуено Таїса Менезес Елія Соуза Валеска Менезес Фабіана Клаудіно Велісса Гонзага Жаклін Карвальо Шейла Кастро Фабіана де Олівейра | Оґонна Ннамані Деніелл Скотт-Арруда Тейїба Ганіф Ліндсі Берґ Стейсі Сикора Ніколь Девіс Гезер Баун Дженніфер Джойніс Кім Ґласс Робін А Мо-Сантос Кім Вілловбі Лоґан Том | Ван Імей Фен Кунь Ян Хао Лю Янь'ань Вей Цююе Сю Юньлі Чжоу Сухун Чжао Жуйжуй Сюе Мін Лі Цзюань Чжан На Ма Юньвень                                                       |

## 24 серпня
| Вид спорту               | Дисципліна         | Золото | Срібло | Бронза |
| Легка атлетика— марафон. | Чоловіки. Марафон. | Самюел Ванджіру | Джауад Гаріб | Цеґає Кебеде |
| Гандбол.                 | Гандбол. Чоловіки. | Жером Фернандез Дідьє Дінар Седрік Бюрде Ґійом Жій Бертран Жій Даніель Нарсісс Олів'є Жіро Дауда Карабуе Нікола Карабатич Крістоф Камп Тьєррі Омеєр Жоель Абаті Люк Абало Мікаель Ґіґу Седрік Паті | Björgvin Páll Gústavsson Logi Geirsson Bjarni Fritzson Sigfús Sigurðsson Ásgeir Örn Hallgrímsson Arnór Atlason Guðjón Valur Sigurðsson Snorri Guðjónsson Ólafur Stefánsson Sturla Ásgeirsson Alexander Petersson Hreiðar Guðmundsson Sverre Andreas Jakobsson Róbert Gunnarsson Ingimundur Ingimundarson | Хосе Хав'єр Омбрадос Альберто Ентерріос Альберт Рокас Рауль Ентерріос Рубен Гарабая Карлос Прієто Хон Белаустегуї Деметріо Лозано Давид Давіс Давид Барруфет Хуан Гарсія Ікер Ромеро Крістіан Мальмагро Віктор Томас |
| Волейбол                 | Чоловіки.          | Ллой Болл Шон Руні Девід Камерон Лі Річ Лемборн Рейд Прідді Раян Міллар Райлі Селмон Том Гофф Клей Стенлі Кевін Гансен Ґебріел Ґарднер Скотт Тузинські                                             | Бруно Резенде Марсело Елґартен Андре Еллер Самуель Фухс Ґілберто Амарал Муріло Ендрес Андре Насіменту Серджіо Сантос Андерсон Родріґес Густаво Ендрес Родриго Сантана Данте Амарал | Олександр Корнєєв Семен Полтавський Олександр Косарєв Сергій Гранкін Сергій Тетюхін Вадим Хамутцьких Юрій Бережко Олексій Остапенко Олександр Волков Олексій Вербов Максим Михайлов Олексій Кулешов                  |